# Terra Cotta Mountain
Der Terra Cotta Mountain ist ein Berg zwischen der Windy Gully und dem Knobhead in den Quartermain Mountains des antarktischen Viktorialands. 
Benannt wurde er von Teilnehmern der Discovery-Expedition (1901–1904) unter der Leitung des britischen Polarforschers Robert Falcon Scott nach seinem terrakottafarbenen Gestein.